# Шарлотта Г'юз
'Шарлотта Меріон Мілберн' (англ. Charlotte Marion Milburn, після одруження Г'юз (англ. Hughes); 1 серпня 1877, Мідлсбро, Північний Йоркшир, Англія— 17 березня 1993, Редкар, Північний Йоркшир, Англія) — британська довгожителька, вік якої підтверджено Групою геронтологічних досліджень (GRG) та Групою LongeviQuest (LQ). На момент смерті була 2-ю найстарішою живою людиною у світі, після Жанни Кальман та була найстарішою повністю верифікованою людиною, яка коли-небудь жила у Великій Британії тримавши цей рекорд 33 роки, поки 7 квітня 2025 року її рекорд не побила Етель Катерхем. Також вона входила до 25 найстаріших підтверджених людей у світовій історії. Померла у віці 115 років, 228 днів.

## Життєпис
Народившись на 40-му році правління королеви Вікторії, Шарлотта Г'юз жила під владою ще п'яти монархів та 24 британських прем'єр-міністрів. Її дитинство пройшло в місті Мідлсбро в графстві Йоркшир (тепер Північний Йоркшир), де її батько працював керуючим магазину музичних товарів. З 13 років вона працювала вчителькою в релігійній школі.
Лише в 63 роки, після виходу на пенсію, одружилася з капітаном Британської армії у відставці Ноелем Г'юзом. Їхній шлюб тривав до його смерті в 1979 році у віці 88 років.
Її батько Герберт Мілберн помер у віці 93 років, а її мати, Енні — в 92 роки. У неї було троє молодших братів: Герберт, Генрі та Реджинальд. Герберт помер в 58 років, а Реджинальд в 62.
Г'юз була четвертою повністю верифікованою людиною в історії, чий вік перевищив 115 років, після Аугусти Гольц, Жанни Кальман і Люсі Ганни.
Мала міцне здоров'я і в похилому віці. Шарлотта Г'юз домоглася суспільного визнання за її довголіття, в 1985 році вона була запрошена на чай з тодішнім прем'єр-міністром Великої Британії Маргарет Тетчер. Пізніше Г'юз згадувала, що спілкування з Тетчер було їй до душі, і характеризувала міністерку як «дуже милу жінку». На святкування свого 110-річного ювілею вона вилетіла на Конкорді в Нью-Йорк, ставши однією з двох довгожителів-авіапасажирів, які переступили 110-річний рубіж, за всю історію пасажирських авіаперевезень. Вона зупинилася в престижному готелі Волдорф-Асторія, а всі витрати взяв на себе мер Нью-Йорка Ед Коч.
Вона стала найстарішою людиною в Сполученому Королівстві, коли в Шотландії в 1988 році померла Кейт Бегбі, і побила Національний рекорд довголіття, утримуваний до початку 1992 року Анною Елізою Вільямс. Кілька британських жінок, серед яких Єва Морріс (померла у віці 114 років і 360 днів) також досягли 114 річного віку, а Енні Дженнінгс (1884—1999) прожила 115 років і 8 днів, але до рекорду Г'юз вони все-таки не дожили.
Г'юз жила в своєму будинку в невеликому містечку графства Північний Йоркшир Marske-by-the-Sea до 1991 року, коли здоров'я стало слабшати і вона більше не змогла піклуватися про себе, після чого переїхала в будинок для людей похилого віку в місті Редкар. Шарлотта Г'юз провела свої останні півтора роки в інвалідному візку, проте до кінця життя мала світлий розум і хороший зір. Вона була останньою нині живою людиною в Англії 1870-х років народження.
Шарлотта Г'юз померла 17 березня 1993 року у Редкарі, Північний Йоркшир, Англія у віці 115 років, 228 днів.